# مانده (آنالیز مختلط)
در آنالیز مختلط، مانده عدد مختلطی است که رفتار انتگرال منحنی‌الخط یک تابع مرومورفیک را حول نقطه تکین شرح می‌دهد. مانده‌ها به سادگی می‌توانند محاسبه شوند و با استفاده از قضیه مانده مقدار بسیاری از انتگرال‌های پیچیده را به‌دست می‌دهند.

## مثال
به عنوان یک مثال، انتگرال
{\displaystyle \oint _{C}{e^{z} \over z^{5}}\,dz}
را در نظر بگیرید که C یک خم ژوردان حول ۰ است.
اجازه بدهید این انتگرال را بدون استفاده از قضایای استاندارد انتگرال‌گیری حل کنیم. سری تیلور ez را در تابع زیر انتگرال جایگزین می‌کنیم:
{\displaystyle \oint _{C}{1 \over z^{5}}\left(1+z+{z^{2} \over 2!}+{z^{3} \over 3!}+{z^{4} \over 4!}+{z^{5} \over 5!}+{z^{6} \over 6!}+\cdots \right)\,dz.}
حال 1/z5 را به داخل سری می‌بریم و داریم
{\displaystyle \oint _{C}\left({1 \over z^{5}}+{z \over z^{5}}+{z^{2} \over 2!\;z^{5}}+{z^{3} \over 3!\;z^{5}}+{z^{4} \over 4!\;z^{5}}+{z^{5} \over 5!\;z^{5}}+{z^{6} \over 6!\;z^{5}}+\cdots \right)\,dz}
{\displaystyle \oint _{C}\left({1 \over \;z^{5}}+{1 \over \;z^{4}}+{1 \over 2!\;z^{3}}+{1 \over 3!\;z^{2}}+{1 \over 4!\;z}+{1 \over \;5!}+{z \over 6!}+\cdots \right)\,dz.}
حال انتگرال به شکل ساده‌تری تبدیل می‌شود. با به خاطر آوردن
{\displaystyle \oint _{C}{1 \over z^{a}}\,dz=0,\quad a\in \mathbb {R} ,{\mbox{ for }}a\neq 1.}
اکنون انتگرال حول C برای هر جمله که به شکل cz−1 نیست صفر می‌شود، و انتگرال به صورت زیر می‌شود:
{\displaystyle \oint _{C}{1 \over 4!\;z}\,dz={1 \over 4!}\oint _{C}{1 \over z}\,dz={1 \over 4!}(2\pi i)={\pi i \over 12}.}
مقدار 1/4! با عنوان مانده‌ی ez/z5 در z = 0 شناخته می‌شود، و به صورت زیر نشان داده می‌شود
{\displaystyle \mathrm {Res} _{0}{e^{z} \over z^{5}},\ \mathrm {or} \ \mathrm {Res} _{z=0}{e^{z} \over z^{5}},\ \mathrm {or} \ \mathrm {Res} (f,0).}

## محاسبهٔ مانده
دیسک سوراخ‌دار D = {z : 0 <|z − c| <R} را در صفحه مختلط و تابع هولومورفیک f (حداقل) تعریف شده بر D را در نظر بگیرید. ماندهٔ f در c ضریب a−1 از (z − c)−1 در سری لوران بسط f حول c است. در یک قطب ساده، مانده به‌وسیله‌ٔ
{\displaystyle \operatorname {Res} (f,c)=\lim _{z\to c}(z-c)f(z)}
بدست می‌آید. بر اساس فرمول انتگرال‌گیری داده شده در مقالهٔ سری لوران داریم:
{\displaystyle \operatorname {Res} (f,c)={1 \over 2\pi i}\int _{\gamma }f(z)\,dz}
که γ دایره را حول c در جهت پادساعتگرد می‌پیماید. می‌توانیم γ را یک دایره با شعاع ε حول c انتخاب کنیم که ε به اندازه دلخواه کوچک است.
ماندهٔ تابع f(z)=g(z)/h(z) در قطب ساده c که gو h توابع هولومورفیک در همسایگی c با h(c) = 0 و g(c) ≠ 0 به‌وسیله‌ی
{\displaystyle \operatorname {Res} (f,c)={\frac {g(c)}{h'(c)}}}
داده می‌شود.
به طور کلی‌تر، مانده f حول z = c، یک قطب از مرتبه n، با فرمول 
{\displaystyle \mathrm {Res} (f,c)={\frac {1}{(n-1)!}}\cdot \lim _{z\to c}\left({\frac {d}{dz}}\right)^{n-1}\left(f(z)\cdot (z-c)^{n}\right)}
بدست می‌آید.
اگر تابع f روی تمام دیسک { z : |z − c| <R } هولومورفیک باشد آنگاه Res(f، c) = 0. عکس آن در حالت کلی برقرار نیست.